# Megszüntethető szingularitás

Másodfokú függvény grafikonja (parabola) megszüntethető szingularitással az x = 2 helyen

A komplex analízisben egy holomorf függvény megszüntethető szingularitása egy pont, ahol a függvény nincs definiálva, de ki lehetne terjeszteni a függvényt úgy, hogy értelmezve legyen ebben a pontban, és reguláris maradjon.
Például a (nem normalizált) sinc függvénynek: 
{\displaystyle {\text{sinc}}(z)={\frac {\sin z}{z}}}
megszüntethető szingularitása van nullában, a megfelelő érték sinc(0) := 1. Ez a sincfüggvény határértéke, ha változója, z tart a nullához. A kibővített függvény holomorf. A probléma abból fakadt, hogy a függvényt határozatlan formában adták meg. A  {\displaystyle {\frac {\sin(z)}{z}}} hatványsora:
{\displaystyle {\text{sinc}}(z)={\frac {1}{z}}\left(\sum _{k=0}^{\infty }{\frac {(-1)^{k}z^{2k+1}}{(2k+1)!}}\right)=\sum _{k=0}^{\infty }{\frac {(-1)^{k}z^{2k}}{(2k+1)!}}=1-{\frac {z^{2}}{3!}}+{\frac {z^{4}}{5!}}-{\frac {z^{6}}{7!}}+\cdots .}
Formálisan, ha {\displaystyle U\subset \mathbb {C} } nyílt részhalmaza a komplex síknak, {\displaystyle a\in U} komplex szám {\displaystyle U}-ban, és  {\displaystyle f:U\setminus \{a\}\rightarrow \mathbb {C} } holomorf, akkor {\displaystyle a} {\displaystyle f} megszüntethető szingularitása, hogyha van egy  {\displaystyle g:U\rightarrow \mathbb {C} } függvény, ami megegyezik {\displaystyle f}-fel ott, ahol az definiálva van. Azt mondjuk, hogy {\displaystyle f} holomorf módon kiterjeszthető {\displaystyle U}-ra, ha létezik ilyen {\displaystyle g} függvény.

## Riemann-tétel
Riemann tétele a megszüntethető szingularitásokról:
Legyen  {\displaystyle G\subseteq \mathbb {C} } tartomány, és  {\displaystyle z_{0}\in G}, továbbá {\displaystyle f\colon G{\setminus }\{z_{0}\}\to \mathbb {C} } holomorf függvény. Ekkor, ha van {\displaystyle z_{0}}-nak egy {\displaystyle U} környezete {\displaystyle G}-ben úgy, hogy {\displaystyle f} korlátos {\displaystyle U{\setminus }\{z_{0}\}}-ban, akkor egyértelműen van egy {\displaystyle {\tilde {f}}} egészfüggvény, hogy {\displaystyle {\tilde {f}}|_{G{\setminus }\{z_{0}\}}=f}. {\displaystyle {\tilde {f}}} egyértelműségét a holomorf függvények identitástétele biztosítja.
Sőt, a tétel egy másik megfogalmazása:
Legyen {\displaystyle D\subset \mathbb {C} } a komplex sík nyílt részhalmaza, {\displaystyle a\in D} komplex szám {\displaystyle D}-ben,  és {\displaystyle f} holomorf {\displaystyle D\setminus \{a\}}-ban.  A következők ekvivalensek:
1. {\displaystyle f} kiterjeszthető holomorf módon {\displaystyle a}-ra.
2. {\displaystyle f} folytonosan kiterjeszthető {\displaystyle a}-ra.
3. Van {\displaystyle a}-nak környezete, ahol  {\displaystyle f} korlátos.
4. {\displaystyle \lim _{z\to a}(z-a)f(z)=0}.

## A tétel megfordítása
A tétel megfordítása ez:
Ha {\displaystyle f} holomorf függvény {\displaystyle z_{0}} egy környezetében, és {\displaystyle z_{0}} megszüntethető szingularitás, akkor korlátos {\displaystyle z_{0}} egy környezetében.
A megfordítás a folytonosság következménye. Ez különbözteti meg a megszüntethető szingularitást a többi szingularitástól, a lényeges szingularitástól és a pólustól.

## Alkalmazása
A tétel felhasználható további bizonyításokhoz. Például belátható vele, hogy nincs a pontozott komplex síkon holomorf négyzetgyök függvény. Formálisan, nincs olyan a {\displaystyle \mathbb {C} {\setminus }\{0\}} halmazon holomorf  {\displaystyle f} függvény, amikre {\displaystyle f(z)^{2}=z} minden {\displaystyle z\neq 0} esetén.
Indirekt feltéve, hogy mégis, abszolútértékére ekkor teljesül {\displaystyle |f(z)|={\sqrt {|z|}}}. Eszerint {\displaystyle f} korlátos {\displaystyle 0} egy környezetében, tehát a Riemann-tétel szerint kiterjeszthető teljes {\displaystyle \mathbb {C} }-re holomorf módon. Ez azt is jelenti, hogy itt {\displaystyle f} folytonosan differenciálható, és deriváltja {\displaystyle f'(0)}.
Az identitástétel miatt  {\displaystyle f}-nek és deriváltjának meg kell egyeznie {\displaystyle x\in \mathbb {R} ^{+}}-ban. Azonban itt a deriváltnak a 0-hoz közeledve minden határon túl kell nőnie, így a határérték nem létezhet:
{\displaystyle \lim _{x\searrow 0}f'(x)=\lim _{x\searrow 0}{\frac {1}{2{\sqrt {x}}}}=\infty \neq f'(0)}